# Plestiodon sumichrasti
El eslizón listado del Sureste ('Plestiodon sumichrasti) es una especie de lagarto escamoso escíncido del género Plestiodon. Es nativo de México, Belice,  Guatemala y Honduras. Su rango altitudinal oscila entre 0 y 900 msnm.